# Рино (округ Ламар, Тексас)
Рино (енгл. Reno) град је у америчкој савезној држави Тексас. По попису становништва из 2010. у њему је живело 3.166 становника.

## Демографија
Према попису становништва из 2010. у граду је живело 3.166 становника, што је 399 (14,4%) становника више него 2000. године.
| Група             | 2000.         | 2010.         |
| Белци             | 2.548 (92,1%) | 2.728 (86,2%) |
| Афроамериканци    | 78 (2,8%)     | 160 (5,1%)    |
| Азијати           | 11 (0,4%)     | 31 (1,0%)     |
| Хиспаноамериканци | 61 (2,2%)     | 123 (3,9%)    |
| Укупно            | 2.767         | 3.166         |